# Емі Клобушар
Емі Джин Клобуша́р (англ. Amy Jean Klobuchar (/ˈkloʊbəʃɑːr/); нар. 25 травня 1960, Плімут, Міннесота) — американська політик, юристка, автобіографістка. Сенаторка США від штату Міннесота з січня 2007 року. Належить до Демократичної партії.

## Біографія
Є дочкою письменника й оглядача Джима Клобушара, має словенське походження. У 1993 році одружилася з адвокатом Джоном Бесслером. У пари є дочка, Ебіґейл. Належить до конгрегаціоналістів.
У 1982 здобула ступінь бакалавра в Єльському університеті, а у 1985 — диплом юриста в Університеті Чикаго. Прокурорка округу Ганнепін з 1999 по 2007.
У січні 2022 проголосувала проти проєкту санкцій для газогону «Північний потік-2» як засобу запобігання російському вторгненню в Україну.

## Нагороди
- Орден «За заслуги» I ст. (Україна, 23 серпня 2022) — за значні особисті заслуги у зміцненні міждержавного співробітництва, підтримку державного суверенітету та територіальної цілісності України, вагомий внесок у популяризацію Української держави у світі[12]